# Kort schorssteeltje
Kort schorssteeltje (Chaenotheca hispidula) is een korstmossoort uit het geslacht schorssteeltje (Chaenotheca). Het leeft in symbiose met de alg Trentepohlia. 

## Determinatie
Kort schorssteeltje is een coniocarp met een korstvormig, ingezonken en nauwelijks zichtbaar thallus. Apotheciën zijn altijd aanwezig. De sporen zijn rond en meten 5–8 μm.

## Verspreiding
Kort schorssteeltje is in Nederland zeldzaam. Het staat op Nederlandse Rode Lijst in de categorie 'Kwetsbaar'.